# Andrés Valenzuela Morales
Andrés Antonio Valenzuela Morales (Papudo, Chile, 30 de noviembre de 1956) es un desertor de las Fuerzas Armadas de Chile, exsuboficial de la Fuerza Aérea de Chile, exagente del servicio de inteligencia de esa institución y exmiembro del Comando Conjunto, un aparato represivo de la dictadura militar chilena. En 1984 —aún en servicio activo y encontrándose dentro del país— se convirtió en el primer agente de inteligencia de la dictadura en confesar y reconocer su propia participación en crímenes de lesa humanidad —incluyendo torturas, desapariciones forzadas, ejecuciones sin juicio e inhumaciones ilegales— cometidos por miembros de las Fuerzas Armadas.
Tras su extensa y detallada confesión, salió de Chile de manera clandestina, ayudado por organizaciones de derechos humanos, y se fue al exilio a Francia. Regresó brevemente a Chile treinta años después, en 2014, para declarar en diversas causas judiciales sobre derechos humanos.

## Biografía
Nació en la localidad costera de Papudo en el seno de una familia campesina. Inició su servicio militar obligatorio en abril de 1974 —siete meses después del golpe de Estado— en el Regimiento de Artillería Antiaérea de Colina (hoy con asiento en la Base Aérea de Quintero). Tres meses más tarde fue destinado a la Academia de Guerra Aérea (AGA). Desde allí fue trasladado junto a un grupo de quince soldados conscriptos para trabajar en una casa que servía de centro de detención en la avenida Apoquindo —en el barrio oriente de Santiago—, principalmente de militantes del MIR. Participó en este período en allanamientos de domicilios y detenciones de personas. Sin embargo, la persecución y detención de personas del MIR pronto pasó a estar a cargo de la DINA, por lo que el equipo del Servicio de Inteligencia de la Fuerza Aérea se fue quedando sin detenidos. Un nuevo traslado lo llevó a trabajar en un edificio de la calle Santa Rosa, sede de la «Comunidad de Inteligencia», que agrupó a los servicios secretos institucionales que no eran parte de la DINA. Allí trabajó hasta la disolución de ese grupo y fue destinado a una nueva sede ubicada en un hangar del aeropuerto de Cerrillos. Allí se unieron exmiembros del grupo paramilitar de ultraderecha Patria y Libertad, para conformar un grupo operativo de inteligencia cuyo objetivo era el aniquilamiento del Regional Sur del Partido Comunista.
En conjunto con instituciones de inteligencia de la Armada y Carabineros de Chile, el Servicio de Inteligencia de la Fuerza Aérea conformó el aparato denominado Comando Conjunto, que rivalizaba con la DINA en el manejo represivo y que focalizó principalmente en la persecución del Partido Comunista. Andrés Valenzuela —o «Papudo» como lo apodaban sus compañeros de servicio— formó parte de este comando clandestino hasta su disolución a fines de 1976.

### La confesión
El 27 de agosto de 1984, sin soportar más su situación y su culpa, decidió acercarse a la periodista Mónica González Mujica, quien por aquel entonces trabajaba en el semanario Cauce, y dar testimonio de todo lo que sabía sobre la manera de operar de los aparatos represivos, así como datos concretos sobre el paradero de los detenidos desaparecidos.
Valenzuela entregó a Mónica González, durante una extensa entrevista que se prolongó por horas, una amplia y valiosa información sobre los métodos de exterminio de los órganos represivos de la dictadura, nombres de los agentes, ubicación de centros de reclusión ilegales y destino final de los cuerpos de algunos detenidos desaparecidos asesinados. Su confesión permitió establecer por primera vez con seguridad que muchos de ellos habían sido quemados, enterrados ilegalmente en fosas ocultas o lanzados al mar desde helicópteros y que estos procedimientos no eran prácticas aisladas, sino habituales y masivas. La propia existencia del Comando Conjunto como organismo represivo que rivalizaba con la DINA en crímenes de lesa humanidad era hasta ese momento desconocida para las dirigencias de la izquierda que actuaban en el resistencia contra la dictadura y resultó ser una información muy importante para el esclarecimiento de varios casos. También entregó detalles sobre la colaboración de exmilitantes comunistas que tras su detención optaron por colaborar, no solo delatando puntualmente a sus compañeros bajo la presión de la tortura, sino que trabajando de manera estable para el organismo represivo. Específicamente, en su confesión Valenzuela aportó información sobre la manera en que colaboraban «el Fanta» (Miguel Estay Reyno) y René Bazoa. Aunque estas personas ya habían sido detectadas como delatores y descolgadas de las redes clandestinas del Partido Comunista, constituyó novedad enterarse de los detalles de su manera de operar.
Tras las revelaciones que hizo a la periodista, Valenzuela realizó también una declaración jurada ante notario, formalizando su relato y prestó testimonio ante el abogado de la Vicaría de la Solidaridad Héctor Contreras Alday, experto en derechos humanos de la Unidad de Casos de Detenidos Desaparecidos en la Vicaría. Realizó con él un recorrido para mostrarle parte de los escenarios físicos de su confesión, indicando en Cuesta Barriga el lugar preciso donde habían sido enterrados algunos cuerpos de detenidos desaparecidos, la bodega del aeropuerto que servía inicialmente de sede del Comando Conjunto, como así mismo los otros centros de operaciones y lugares de detención y tortura del comando: las antiguas oficinas de la calle Dieciocho del diario Clarín incautadas por la dictadura, el denominado «Nido 20» en el paradero 20 de Gran Avenida, comuna de La Cisterna, que había fungido de lugar secreto de detención en 1975 y una casa ubicada en el paradero 18 de la avenida Vicuña Mackenna que llamaban «Nido 18», además del recinto de la FACh en Colina.
Culminadas estas acciones, se declaró desertor de la Fuerza Aérea, entregando al abogado Contreras sus credenciales y asegurando que ya no volvería a la institución aunque ello significase su muerte. Recibió protección y ayuda de la Iglesia Católica para ocultarlo en un lugar seguro mientras se tramitaba su aceptación como refugiado en algún país que diera garantías de protección de su vida e integridad.

### Protección de la Iglesia Católica

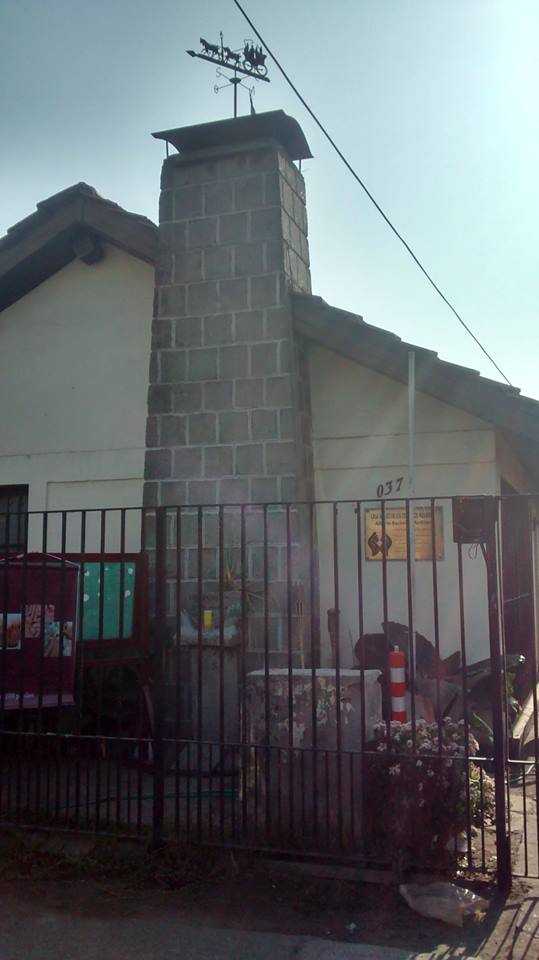
«Nido 20»: uno de los centros secretos de operaciones, detención y tortura del Comando Conjunto. La casa, ubicada en Santa Teresa N.º 037, comuna de La Cisterna, había sido expropiada a una dirigente del MIR. Hoy es un museo.

La Vicaría de la Solidaridad lo recibió oficialmente bajo resguardo de la Iglesia Católica de Chile con tres objetivos: proteger la vida y seguridad del exagente; plasmar en una declaración jurada ante notario su confesión y sacarlo del país con vida. Enrique Palet, mandatado por el vicario Santiago Tapia, quedó a cargo de asegurar todos los aspectos de este plan de acción. Una alta autoridad de la Vicaría recibió a Valenzuela en un estacionamiento santiaguino y organizó su ocultamiento, primeramente en un «lugar de retiro» donde permaneció entre tres y cuatro días y luego en un monasterio en la periferia de la ciudad. Los abogados de la Vicaría contrastaban los datos entregados por el exagente con los que existían en sus propios archivos. No detectaron incongruencias, todo parecía coincidir muy bien con las piezas de información anteriores. Este aspecto era además importante porque sirvió para descartar definitivamente que la aparición de este agente en las oficinas de la revista Cauce fuese una estratagema de los servicios de seguridad de la dictadura para infiltrar a las organizaciones en resistencia y a la Vicaría de la Solidaridad.

### Gestión de ACNUR y asilo político
Mientras Valenzuela se encontraba oculto en el monasterio, en septiembre la Vicaría solicitó ayuda a su contacto en Argentina, Bernabela Herrera Sanguinetti, funcionaria de la oficina del Alto Comisionado de las Naciones Unidas para los Refugiados (ACNUR) en Buenos Aires. De acuerdo con las claves acoradadas para este tipo de operaciones secretas de ayuda a refugiados, le comentaron que le enviarían «una botella de pisco», indicando así que ella debía recibir a una persona en tránsito en Buenos Aires y tramitar su asilo. 
Valenzuela finalmente salió de Chile en bus a través del paso Cardenal Samoré y escoltado por dos abogados de la Vicaría. Tras arribar a Bariloche, se dirigió directamente a Buenos Aires. Más tarde, Bernabela Herrera revelaría que tras encontrarse con Valenzuela, sintió «pánico, pavor y asco», al punto que le costó tenderle la mano. Como no se trataba de uno de los refugiados políticos comunes de la dictadura, esta vez tendría la misión de proteger doblemente al exagente, puesto que además de ser buscado como desertor para asesinarlo, también podía ser reconocido, puesto en evidencia y agredido por los refugiados chilenos que se encontraban en Buenos Aires. Valenzuela quedó con prohibición estricta de salir del hotel céntrico que le asignaron, apartado de los sitios que frecuentaban los chilenos. Acatando estas órdenes, permaneció encerrado allí durante diez días.
Francia, encabezada en ese entonces por el presidente François Mitterrand, le ofreció asilo político y protección como testigo especial. Un funcionario de la embajada francesa en Buenos Aires recogió a Valenzuela en el hotel y lo llevó al aeropuerto, donde se embarcó en un vuelo con rumbo a París. La ACNUR recibió confirmación oficial de que la operación de traslado y refugio había sido exitosa.
Pocas semanas después, la esposa y los tres hijos de Valenzuela, también con ayuda de Herrera, viajaron a Buenos Aires para viajar desde allí a Francia. Finalmente se reunieron con él en el país europeo en marzo de 1985. Una vez allá, vivieron con estatus de refugiados políticos en una pequeña localidad bajo constante vigilancia policial y de las autoridades, con el objetivo de proteger sus vidas. Años más tarde, en 1990, Valenzuela se divorció de su primera esposa chilena y en 1992 contrajo matrimonio con una ciudadana francesa.

### Regreso a Chile y declaración ante la justicia
El 1 de febrero de 2014 Valenzuela regresó a Chile —por primera vez en treinta años— para prestar ayuda a la justicia en varios casos abiertos por violaciones de los derechos humanos y crímenes de lesa humanidad. Al momento de su retorno trabajaba en Francia como chofer de camiones para una ONG.
En esa oportunidad fue requerido para declarar en siete causas judiciales con los jueces Alejandro Madrid, Miguel Vásquez, Leopoldo Llanos y Mario Carrozano, pero no aportó con sus declaraciones antecedentes nuevos que agregaran información muy relevante a lo ya declarado inicialmente, al menos en lo referente al paradero de detenidos desaparecidos o al esclarecimiento de los casos de ejecutados políticos. Sin embargo, hizo declaraciones significativas para la investigación sobre la muerte del expresidente chileno Eduardo Frei Montalva, indicando que habría sido asesinado en la Clínica Santa María mediante compresas infectadas a propósito.
Aunque había pensado permanecer solo un mes en Chile, las múltiples gestiones judiciales, citaciones, interrogatorios y reconstrucciones de escena tomaron mucho más tiempo, de modo que se decretó una orden de arraigo para obligarlo a prolongar su estadía en el país y dar más tiempo a los jueces.

## Casos
La confesión inicial de Andrés Valenzuela, así como los datos que entregó en interrogatorios judiciales posteriores fueron muy útiles para la investigación de los operativos en los que participó directamente, como la Operación Fuenteovejuna, en la que, como represalia por el asesinato del intendente de Santiago general Carol Urzúa, fueron asesinados en un falso enfrentamiento los militantes del MIR Sergio Peña Díaz, Lucía Vergara Valenzuela y Arturo Vilavella Araujo, y el Montaje de Janequeo 5707, en el que fueron ultimados otros dos militantes del MIR: el argentino Hugo Ratier Noguera y el veterinario Alejandro Salgado Troquián.
Su confesión fue crucial además para el esclarecimiento de varios casos de detenidos desaparecidos y ejecutados políticos, entre otros:
- José Arturo Weibel Navarrete, 33 años a la fecha de su detención el 29 de marzo de 1976; subsecretario general de las Juventudes Comunistas, hermano de Ricardo Weibel.[8][9]

- Ricardo Manuel Weibel Navarrete, 29 años a la fecha de su detención el 7 de noviembre de 1976. Chofer de locomoción colectiva, dirigente poblacional y militante comunista.[8][10]
- Juan René Orellana Catalán, 34 años a la fecha de su detención el 8 de julio de 1976. Carpintero, miembro del Comité Central de las Juventudes Comunistas.[11]
- Carlos Humberto Contreras Maluje, 29 años a la fecha de su detención el 3 de noviembre de 1976. Químico farmacéutico y miembro del Comité Central de las Juventudes Comunistas.[12]

## Represalias

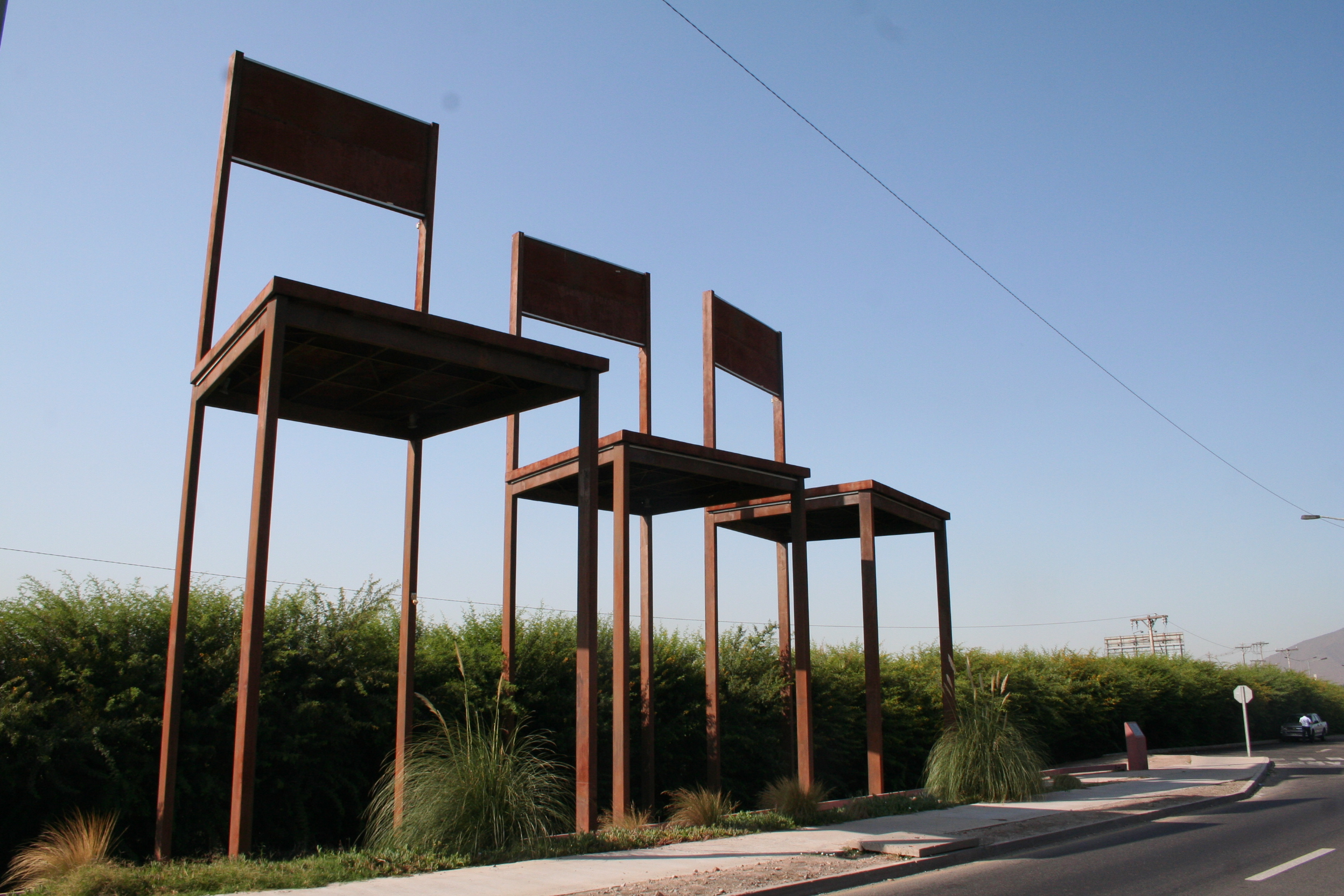
Monumento en memoria de Manuel Guerrero, Santiago Nattino y José Manuel Parada en el sitio donde fueron hallados sus cuerpos, cerca del aeropuerto de Santiago

Además de los casos que la confesión de Andrés Valenzuela ayudó a esclarecer, trágicamente también se ha establecido la relación entre su deserción y confesión y el triple asesinato de José Manuel Parada, Manuel Guerrero Ceballos y Santiago Nattino, conocido como Caso Degollados. 
Al momento del crimen, José Manuel Parada era funcionario del Arzobispado de Santiago y se desempeñaba como secretario de Archivo de la Vicaría de la Solidaridad. Parada se había reunido con Mónica González y se encontraba justamente sistematizando la información recabada mediante las confesión de Valenzuela. Manuel Guerrero, quien había estado detenido en 1976 en un centro clandestino (que ahora se podía identificar como «La Firma», uno de los centros del Comando Conjunto), lo estaba apoyando en esta labor. Al grupo de trabajo se había unido Santiago Nattino, quien era publicista colaborador de la AGECH y de la Vicaría. Los tres fueron detenidos, torturados y asesinados brutalmente por degollamiento entre el 28 y 30 de marzo de 1985. Sus cuerpos fueron abandonados en el camino a Quilicura el día 30 de ese mes.
Durante su viaje a Chile en 2014, al ser consultado en una entrevista sobre si ha temido por su vida en el exilio, Valenzuela respondió:

No, porque estoy viviendo de llapa desde 1984. Además, cuando hablé, lo que dije no le salvó la vida a nadie, sino que les costó a otros. Si yo no hubiera desertado, Parada, Guerrero y Nattino estarían vivos.
¿Por qué dice eso?
-Porque fueron asesinados por mi deserción. Querían saber por qué estaban trabajando sobre el Comando Conjunto. Antes de que yo hablara, el Comando no era conocido. Lo fue después de mis declaraciones.

El asedio a la periodista tampoco se hizo esperar. Antes de publicar la entrevista (Mónica González había acordado con la Vicaría no hacerlo hasta tener la certeza de que Valenzuela ya había selido del país) ya habían allanado varias veces la casa de González y en una oportunidad un agente disfrazado de sacerdote la visitó en las oficinas de Cauce, fingiendo venir por encargo de la esposa de Andrés Valenzuela, quien solamente querría saber si su marido se encontraba bien. La periodista negó enfáticamente conocer a Valenzuela, ante lo cual el falso sacerdote la amenazó con una pistola. Afortunadamente, no pasó a mayores y se retiró del lugar (posiblemente no tenía órdenes de disparar o causarle daño físico, pero ninguno de los presentes se explicó el desenlace).